# Ivan Ivanov (voetballer)
Ivan Kamenov Ivanov (Bulgaars: Иван Каменов Иванов) (Zlatitsa (Oblast Sofia), 25 februari 1988) is een Bulgaars betaald voetballer die bij voorkeur als verdediger speelt. In augustus 2008 debuteerde hij in het Bulgaars voetbalelftal.
Ivanov won met CSKA Sofia in 2006 zowel de Bulgaarse beker als de Supercup. In 2013 werd hij gekozen tot Bulgaars voetballer van het jaar. Hij verruilde in augustus 2013 Partizan Belgrado voor FC Basel.

## Carrière
| Seizoen         | Club                 | Competitie           | Wed. | Goals |
| --------------- | -------------------- | -------------------- | ---- | ----- |
| 2005/06         | CSKA Sofia           | A Grupa              | 6    | 0     |
| 2006/07         | CSKA Sofia           | A Grupa              | 6    | 0     |
| 2007/08         | → Lokomotiv Plovdiv  | A Grupa              | 24   | 0     |
| 2008/09         | CSKA Sofia           | A Grupa              | 30   | 4     |
| 2009/10         | CSKA Sofia           | A Grupa              | 11   | 1     |
| 2010            | Alania Vladikavkaz   | Premjer-Liga         | 24   | 2     |
| 2011/12         | Partizan Belgrado    | Superliga            | 30   | 4     |
| 2012/13         | Partizan Belgrado    | Superliga            | 29   | 4     |
| 2013/14         | FC Basel             | Super League         | 11   | 0     |
| 2014/15         | FC Basel             | Super League         | 0    | 0     |
| 2015/16         | FC Basel II          | Vlag van Zwitserland | 7    | 0     |
| 2016            | Lokomotiv Plovdiv    | A Grupa              | 9    | 0     |
| 2016/17         | Panathinaikos FC     | Alpha Ethniki        | 7    | 0     |
| 2017            | FK Arsenal Toela     | Premjer-Liga         | 5    | 0     |
| 2017/18         | Beroe Stara Zagora   | A Grupa              | 21   | 1     |
| 2018/19         | Altay Izmir          | TFF 1. Lig           | 6    | 0     |
| 2019            | FK Palanga           | A Lyga               | 0    | 0     |
| 2019/20         | OFK Vihren Sandanski | Treta Liga           | 3    | 0     |
| 2019/20         | Etar                 | Parva Liga           | 11   | 0     |
| Bijgewerkt tot: | 9 maart 2020         |                      |      |       |

1 Mitrev ·
2 Popov ·
3 A. Aleksandrov ·
4 Georgiev ·
5 Ivo Ivanov ·
6 Minev ·
7 M. Aleksandrov ·
8 Rangelov ·
9 Karachanakov ·
10 Popov  ·
11 Hristov ·
12 Iliev ·
13 Makendzhiev ·
14 Kostadinov ·
15 Ivan Ivanov ·
16 Slavchev ·
17 Milanov ·
18 Nedyalkov ·
19 Tonev ·
20 Milanov ·
21 Djakov ·
22 Nedelev ·
23 Zlatinski · 
Coach: Petev